# ヤン・カレンバッハ
ヤン・カレンバッハ（Jan Kallenbach、男性、1943年生まれ - 2021年4月14日）は、オランダ出身の元柔道家、極真会館出身の元空手家で、現在は太氣拳七段教士である。カレンバッチとも呼ばれていたが、正しくはカレンバッハである。身長187センチメートル、体重110キログラム。極真会館在籍時代は、最強の外国人空手家と評されていた。

## 来歴
柔道を修行しながら、極真会館オランダ支部に入門。空手道と併せてそれぞれ5年以上修行し、柔道四段・極真カラテは参段を允許される。支部長ジョン・ブルミンの一番弟子となるが、この頃にはブルミンがカレンバッハとの組手を嫌がるほど実力をつけていた。そんなカレンバッハが、1966年に当地で指導していた黒崎健時の強さを目の当たりにし、本部道場で修行することを決意。1967年（昭和42年）に来日した。
誰にでも組手を申し込む積極的な姿勢で稽古をしていたが、その強さは本部道場の茶帯を総崩れにし、黒帯の加藤重夫・盧山初雄・山崎照朝らが苦戦して、他の黒帯面々も同様であった。
唯一カレンバッハを制したのが当時、黒崎の渡欧中に成増支部を預かっていた大沢昇であった。カレンバッハは前に出て攻撃したが「（大沢は）スピードがあり、懐に飛び込んできて太腿の内側に膝蹴りなどをしてきて怖かった」という。大沢とカレンバッハの闘いを見ていた山崎は「約30分間続いたが、自分のペースに持ち込めなかったカレンバッハが根負けをして、終わった。闘いの後、カレンバッハはグッタリしていたが、彼の顔には強者と闘った満足感があった」と証言している。
その後、カレンバッハは空手道の反復練習よりも、もっと奥深さとか神秘に触れたいと思い始めていた。その頃、極真会館を禁足処分になり、太氣拳を修行していた盧山からその一端を教わった。興味を持ったカレンバッハは盧山に頼み込み、太氣拳の始祖澤井健一を紹介してもらう。
その後、極真会館を離れ、沢井の下で太氣拳を修行し、現在に至る。
2021年4月14日にオランダにて死去。

## 組手スタイル
極真会館時代は、半身に構え、顔面めがけて長身を利してスピードの乗ったワン・ツーとストレートを打ち込んできた。外れてもそのまま接近して後襟首をつかみ、足払いの攻撃にほとんどと言っていいほど全員がかかってしまい、投げ飛ばされた。
加藤重夫
「最高の外国人選手はカレンバッハでしょう。あの選手が極真に残っていたら本当に面白かっただろうね。相手にする時は大変だった。僕とか藤平君なんかは小柄だから、飛び込んで金的蹴りしかなかった。カレンバッハは相手の呼吸にあわせ、技を出すのが上手だった。頭が良く研究家でもあった。得意の右ストレートと足払いでみんなやられていたね」
盧山初雄
「カレンバッハは顔面と金的を十分カバーした構えのまま、ジリジリ攻め寄ってくる。私はその度に少しつづ後ろへと押され、道場の壁まで追いやられた。もうこれ以上あとがないと知るや、苦しさのあまり攻撃をしかけるのである。捨て身の攻撃というのだろうか。このような状態の中での攻撃など、とてもではないが相手にきくはずがない。突いても蹴ってもまるで歯が立たない。その上、後屈立ちに構えた前脚からちょこんと蹴られるだけで、身体が大きくのけぞり、さらに左右の正拳突きまるでピストン運動のように連続してくる。まるでサンドバッグとなり、彼の攻撃をもらう度に息がつまり、立っているのさえつらい。私は3、4回 “参った” をした。本部道場指導員として、まさに世の春を謳歌していた私が空手道に対する理念が根底から崩れ、自分の修行まで左右するような大疑問をもつこととなった瞬間でもあった。しかし、彼と組手をしたお陰でどうすれば自分より大きい人間を倒すことが出来るか、本当の空手道の強さを目指すきっかけとなった。カレンバッハには試合のルールを超越した強さがあった。私が歴代の外国人カラテ家で、ナンバーワンを挙げるとするならばやはりカレンバッハだ」
山崎照朝
「カレンバッハはどんなごまかしにも乗らず、冷静に自分の体力を生かした組手をした。私にとって体力差を感じた初めての対戦相手であり、どうしたら完璧に大きい者との組手を受けて立つことが出来るか、いつも考えることになった。後にキャンプ座間で指導を任せられたときに、道場生には身長が2メートル近く、体重が90キログラム以上の身体が大きい者ばかりが十数人いて、中にはボクシングをやっている道場生もいたことで、体力負けしない技を研究することにとても役立った」
郷田勇三
「僕は組手をやってないけど、結構みんな、てこずっていた。藤平君なんかは、飛び込んで蹴りの軸足を蹴って倒していた。だけど、カレンバッハは柔道もやっていたから、倒れるとき藤平君をガッと掴んで倒れるんだな。倒れたときは藤平君が上なんだけど、次の瞬間には入れ替えている。そういう器用さと強さがあったね。選手権大会なら藤平君の方が強いだろうけど、カレンバッハにはそういう巨体に似合わない、したたかさがあったね」